# تايرون راش
تايرون راش (بالإنجليزية: Tyrone Rush)‏ هو لاعب كرة قدم أمريكية أمريكي، ولد في 5 فبراير 1971 في ميريديان في الولايات المتحدة.

## وصلات خارجية
- تايرون راش على موقع مرجع كرة القدم المحترفة.كوم (الإنجليزية)
- تايرون راش على موقع IMDb (الإنجليزية)